# Мохамед V (стадион)
Мохамед V (Stade Mohamed V) — стадион, расположенный в Касабланке, Марокко. Назван в честь султана (1927—1953, 1955—1957) Марокко Мухаммеда Пятого. Является домашним стадионом для таких футбольных клубов как «Видад» и «Раджа» из Касабланки и вмещает до 55 000 зрителей.
Первоначально был назван в честь боксёра М. Сердана, затем был переименован в стадион Чести. Нынешнее название получил в ходе подготовки к Средиземноморским играм.
В 1988 г. на стадионе прошёл финал Кубка африканских наций. В 2000 г. была проведена реконструкция сооружения.